# 할슈타트 (바이에른주)

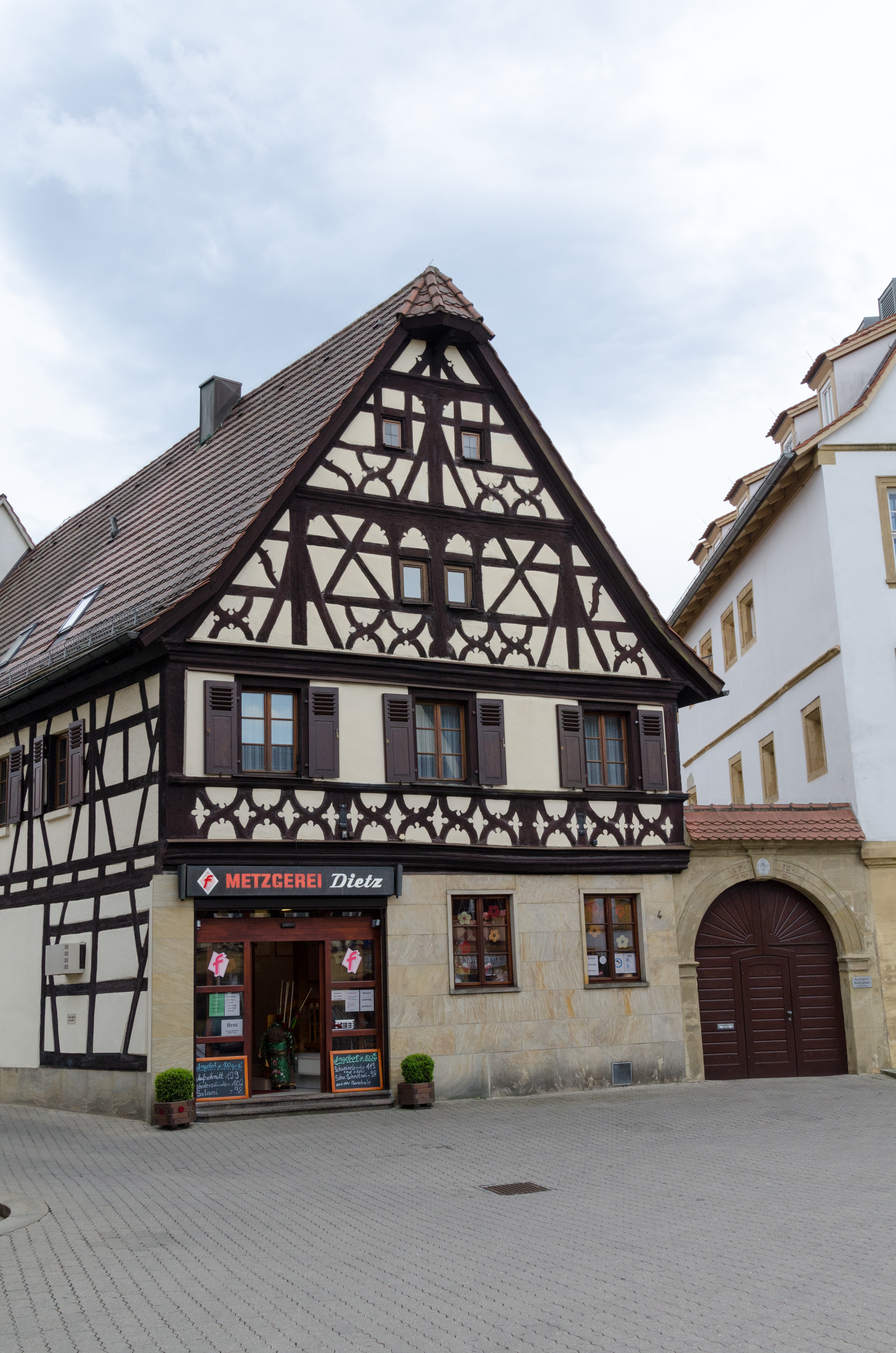
할슈타트의 시장.

할슈타트(독일어: Hallstadt)는 독일 바이에른주의 도시이다. 인구는 8,551명이다.